# Źródło Marii (potok)
Źródło Marii – niewielki potok w Gdyni, w dzielnicy Wielki Kack, biorący źródło w pobliżu kapliczki o tej samej nazwie – Źródło Marii.
Potok Źródło Marii po wypłynięciu z Lasów Oliwskich biegnie w kierunku zabudowanej części dzielnicy Wielki Kack, lecz zanim do niej dopłynie, przepływa pod linią kolejową Gdynia – Kościerzyna, a niecałe ½ km dalej, kolejno pod ulicą także noszącą nazwę Źródło Marii i Oobwodnicą Trójmiasta. Następnie przecina zamieszkany fragment Wielkiego Kacka na dwie części – wschodnią i zachodnią, które są połączone tylko dwoma mostami – przy ulicy Ornej oraz znów przy ulicy Źródło Marii. Po przepłynięciu pod ulicą Chwaszczyńską (droga wojewódzka nr 474), a tym samym minięciu granicy dzielnic Wielki Kack i Karwiny przepływa pod ulicą Zofii Nałkowskiej, po raz drugi pod linią kolejową Gdynia-Kościerzyna i wpływa na teren Trójmiejskiego Parku Krajobrazowego. Tam zaś przepływa przez Krykulec i w rezerwacie przyrody Kacze Łęgi uchodzi do rzeki Kaczej.